# Ортин, Поло
Леопольдо Хавьер Антонио Ортин и Кампусано, более известный как Поло Ортин (исп. Leopoldo Javier Antonio Ortín y Campuzano, mas conocido como Polo Ortin) (16 апреля 1928, Мехико, Мексика — 16 августа 2016, там же) — мексиканский актёр-комик театра и кино, мастер и режиссёр дубляжа, внёсший огромный вклад в историю мексиканского кинематографа — 189 ролей в кино и телесериалах (по некоторым другим данным, ролей было 260).

## Биография
Родился 16 апреля 1928 года в Мехико в семье перуанского актёра Леопольдо «Чато» Ортина и мексиканской актрисы Ауроры Кампусано. В мексиканском кинематографе дебютировал в возрасте восьми лет, в 1936 году и с тех пор снялся в 189 работах в кино и телесериалах. После окончания средней школы начал свое актерское образование в Национальная ассоциация актеров (ANDA).
За его плечами более 75 лет актерской карьеры в театре и кино, а также в дубляже. Он прославился дублированием главных героев телесериалов США, таких как «Остров Гиллигана» (где он озвучил Гиллигана), «Морк и Минди» (где он озвучил Морка) и «Три марионетки» (где он озвучил Ларри) и многих других.

### Последние годы жизни
В последние годы жизни актёр страдал из-за проблем с сердцем.
Скончался 16 августа 2016 года в Мехико от сердечного приступа. По желанию актера и его вдовы его тело было кремировано. Урна с прахом захоронена в родовой могиле на кладбище Пантеон, где покоятся родители актёра, а также его старший сын.

## Личная жизнь
Поло Ортин был женат на актрисе Ольге Ринсо. У супругов родились два сына: 
- Леопольдо Хесус Бернарло Ортин Ороско (1958 — 23.12.1979); был убит в Мехико в результате множественных травм и контрольного выстрела в голову. Похоронен в родовой могиле дедушки и бабушки на кладбище Пантеон[5].
- Хорхе Ортин (род. 24.12.1962) — пошёл по стопам своей родни, стал актёром[6].

Вдова пережила своего супруга почти на пять лет, она скончалась 5 июня 2021 года.

## Фильмография

### Телесериалы
| Год     | Название телесериала | Роль          |
| ------- | -------------------- | ------------- |
| 1987-88 | Дикая Роза           | Агент Михарес |

### Фильмы
| Год  | Название телесериала | Роль |
| ---- | -------------------- | ---- |
| 1959 | Санта Клаус          |      |

## Дубляж[9]
Зарубежные актёры, говорившие голосом Поло Ортина
- Ларри Фин
- Оливье Харди
- Боб Хоп